# Abedalá Alcazim
Abedalá Alcazim ou Abedalá, o Tesoureiro (Abdallah al-Khazin) foi um comandante militar que serviu os iquíxidas do Egito. Em 956 ou 957, conquistou a cidade de Ibrim, na Núbia, enquanto em 956/957, 960/961 e 965/965 liderou raides navais mal-sucedidos contra o Império Bizantino, o último deles com uma frota da Síria. Em algum momento entre os últimos dois raides ele também participou, como segundo-em-comando, de outro raide liderado por Abu Alfaraje de Tarso.